# Wahlen 1901
◄◄ | ◄ | 1897 | 1898 | 1899 | 1900 | Wahlen 1901 | 1902 | 1903 | 1904 | 1905 | ► | ►►

Weitere Ereignisse
Folgende Wahlen fanden im Jahr 1901 statt:

## Europa

### Österreich-Ungarn
- Wahlen zum Dalmatinischen Landtag
- 12. Dezember 1900 bis 18. Jänner 1901: Reichsratswahl 1901 in Cisleithanien

### Weitere Länder
- Am 3. April die Wahl zum dänischen Folketing
- Die  Wahl zur Zweiten Kammer der Generalstaaten der Niederlande

## Weitere Länder außerhalb Europas
Präsidentschaftswahlen und Parlamentswahlen in Liberia
- 29. und 30. März: Wahlen zum Australischen Parlament und Senat
- Im September: Präsidentenwahlen in Chile, bei denen Germán Riesco Errázuriz gewählt wurde